# Iranische Volleyballnationalmannschaft der Männer
Die iranische Volleyballnationalmannschaft der Männer ist eine Auswahl der besten iranischen Spieler, die die Islamic Republic of Iran Volleyball Federation bei internationalen Turnieren und Länderspielen repräsentiert.

## Geschichte

### Weltmeisterschaft
Bei der ersten Teilnahme an einer Volleyball-Weltmeisterschaft belegten die Iraner 1970 den 21. Platz. Bei der zweiten Teilnahme erreichten sie 1998 Rang 19. Auch die Turniere 2006 und 2010 endeten für sie auf hinteren Plätzen. Bei der WM 2014 erreichten sie die dritte Gruppenphase und erzielten mit dem sechsten Platz das bislang beste Ergebnis. 2018 kamen sie in die zweite Runde und auf den 13. Platz.

### Olympische Spiele

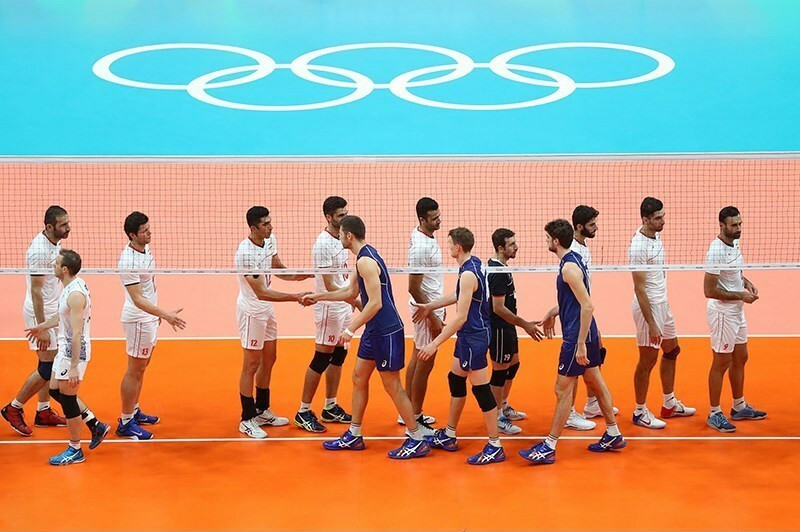
Die iranische Mannschaft bei den Olympischen Spielen 2016 gegen Italien

Die Iraner qualifizierten sich 2016 zum ersten Mal für die Olympischen Spiele und kamen beim Turnier in Rio de Janeiro direkt ins Viertelfinale, das sie gegen Italien verloren. Beim asiatischen Qualifikationsturnier in Jiangmen sicherten sie sich ihren Startplatz für Tokio 2020.

### Asienmeisterschaft
Bei der Volleyball-Asienmeisterschaft wurden die Iraner 1979 Sechster. Vom zehnten Platz 1987 steigerten sie sich bei den folgenden Turnieren kontinuierlich, bis sie 1995 mit dem vierten Platz nur knapp die erste Medaille verpassten. Nach dem sechsten Platz 1997 wurden sie zwei Jahre später als Gastgeber Fünfter. Das gleiche Resultat gab es 2001. Beim Turnier 2003 erreichte die Iraner den dritten Rang. Danach wurden sie wieder Sechster und Fünfter. 2009 erreichten sie erstmals das Finale, das sie gegen Japan verloren. Als Gastgeber wurden sie 2011 mit einem Finalsieg gegen China erstmals Asienmeister. Zwei Jahre später gelang ihnen gegen Südkorea die Titelverteidigung. 2015 mussten sie sich in Teheran wieder Japan geschlagen geben. 2017 kamen sie auf den fünften Platz. Das Turnier 2019 fand erneut im eigenen Land statt und im Endspiel gegen Australien gewannen die Iraner zum dritten Mal den Titel. 2021 folgte der vierte Titel. Das Turnier 2023 fand erneut im Iran statt. Als Gastgeber erreichten sie den zweiten Platz.

### World Cup
Die Iraner nahm beim World Cup 1991 erstmals teil und erreichten den elften Platz. 2011 waren sie wieder dabei und kamen auf den zwölften Rang. Vier Jahre später wurden sie Achter. Das gleiche Ergebnis erzielten sie beim World Cup 2019.

### Nations League
Bei der ersten Ausgabe der Nations League 2018 wurden die Iraner Zehnter. Beim Turnier 2019 kamen sie in die Finalrunde, aber nicht ins Halbfinale.

### Weltliga

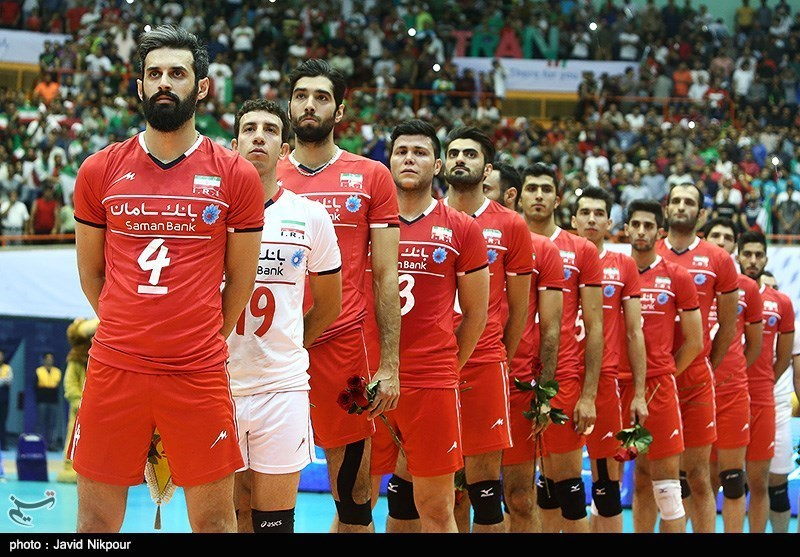
Die Mannschaft in der Weltliga 2015

Die Iraner spielten 2013 erstmals in der Weltliga und wurden Zehnter. Im folgenden Jahr steigerten sie sich auf den vierten Rang. Bei den letzten drei Ausgaben des Wettbewerbs bis 2017 waren die Ergebnisse mit den Plätzen sieben, acht und elf wieder etwas schlechter.